# Monomma irroratum tulearense
Monomma irroratum tulearense es una subespecie de coleóptero de la familia Monommatidae.

## Distribución geográfica
Habita en Madagascar.